# Association Lazare
 (mars 2021).
Pour les articles homonymes, voir Lazare (homonymie).
Lazare est une association créée en 2010 qui anime et développe des colocations solidaires entre des jeunes actifs et des sans-abris accueillis, colocation intergénérationnelle. 
Aujourd’hui, l’association Lazare compte en France 12 maisons et 3 en cours d'ouverture, 4 autres en Espagne, Belgique, Suisse et Mexique, dans lesquelles sont accueillis environ 220 résidents.

## Historique
En 2011, l'association Lazare est créée, avec l'ouverture de la première maison à Lyon. Une deuxième maison ouvre l'année suivante à Nantes.
Les années suivantes, de nouvelles maisons sont ouvertes dans différentes villes (Marseille en 2014, Lille, Angers, et Toulouse en 2015, Vaumoise, Madrid et Bruxelles en 2017, Valence en 2019, Bordeaux en 2021, Montpellier, Lorient, Nancy et Clermont-Ferrand en 2024).
En 2020, des travaux sont lancés pour la création d'une maison à Mexico (Mexique).

## Mission
85% des personnes de la rue accueillies par Lazare ont retrouvé un logement à leur sortie d’une colocation solidaire. 
À l'ensemble des 200 colocataires des différentes maisons de Lazare, en France et en Europe, le pape François a invité à « vivre la générosité dans [les] maisons, autour de trois mots : pardon, s’il te plaît, merci », et « à vivre en chrétiens pétris de l’Évangile ».
La réinsertion dans la vie professionnelle est l'une des missions. Le fondateur annonce que « 40% d'entre eux retrouvaient un logement dans les deux ans et 80% retrouvaient un travail ».

## Fonctionnement
Lazare réhabilite ou construit des immeubles pour y créer des appartements. Chaque appartement accueille une colocation non mixte de 6 à 10 personnes. Une famille bénévole vit également sur place dans un appartement. Elle s’engage pour trois ans et assure le rôle de « responsable de maison » qui consiste à veiller au bon fonctionnement de la maison dans l'esprit de la Charte Lazare et au suivi de chacun des colocataires, . 
Une maison Lazare "type" est composée d'au moins un appartement d'hommes, un de femmes, de studios dits "de décollage"  pour aider les colocataires en réinsertion à franchir un pas de plus vers l'autonomie, d'une ou deux familles responsables et d'espaces communs pour les temps de maison.
Pour le fondateur, la vie commune se veut une « réponse évangélique aux problèmes de précarité ». L'important, selon une volontaire, est le toit mais le plus précieux, ce sont les liens que l'on tisse.

### Les critères d’accueil en colocation
Les personnes susceptibles d’être accueillies par Lazare n’ont pas de logement stable, sont « à la rue », ou vivent en foyer d’hébergement collectif. La durée de l’hébergement en colocation Lazare n’est pas limitée et s’établit en fonction des besoins et de l’autonomie de chacun.
Les bénévoles s’engagent à vivre en colocation solidaire en parallèle de leur activité professionnelle. Cet engagement est renouvelable pour des durées d’au moins un an.

### Le quotidien de la colocation
Les colocataires de Lazare suivent une charte de vie en communauté. Chacun s’engage à participer aux tâches du quotidien et à partager un repas avec le reste de la colocation un soir par semaine. Le jour est fixé avec les autres colocataires de l’appartement et reste le même toute l’année.
Les personnes qui étaient sans domicile fixe bénéficient d’un accompagnement social personnalisé pour le suivi de leurs démarches administratives et leur recherche d’emploi.
Chaque résident paye un loyer (les personnes qui étaient sans-abri bénéficient des aides publiques liées à leur statut) et une participation financière permettant de faire les courses communes pour le mois.
Les colocataires s’engagent à ne jamais consommer d’alcool ni dans la maison, ni entre eux par respect pour les résidents qui luttent contre une addiction.

### Partenariats
En 2017, l'association Lazare est parmi les bénéficiaires de La Nuit du Bien Commun qui permet de recevoir des dons. 
Vianney, Les Frangines, Fabrice Santoro et Vaimalama Chaves ont participé à Fort Boyard au profit de Lazare dans l’émission retransmise le 8 août 2020.
Clarisse Crémer, skipper du Vendée Globe 2020-2021, a décidé de dédier chacune de ses journées autour du monde à une colocation Lazare. Son conjoint Tanguy Le Turquais, participe également au Vendée Globe 2024-2025 sur un navire d'occasion portant le nom de Lazare.
L'association dispose d'un réseau de partenaires issus du secteur privé tels que la Fondation Bettencourt-Schueller.

### Distinction
Lazare est l’un des lauréats du label « La France s'engage » en 2016,.

### Essaimage du modèle de Lazare
Le modèle de l’association se déploie également à l’étranger dans d’autres pays tels que l’Espagne, la Belgique, le Mexique ou la Suisse (Genève),. Un projet est en cours à Londres. 

### Structure
L’association Lazare est une association loi 1901 à but non lucratif. Elle est actuellement présidée par Gilles Huttepain.
Lazare dispose de quatre agréments de l’État français : ISFT (Ingénierie Sociale, Financière et Technique), ILGLS (Intermédiation Locative et Gestion Locative Sociale) et ESUS (Entreprise solidaire d'utilité sociale).
Depuis 2018, l’association dispose de l’agrément au titre de l’engagement de Service civique et accueille ainsi des volontaires en service civique.
Lazare est une association sœur de l'Association pour l'amitié, également fondée par Étienne Villemain,qui anime un réseau similaire de colocations solidaires à Paris et de l'association Aux captifs, la libération, qui porte la colocation solidaire Valgiros dans le 15ème arrondissement de la capitale.